# Anarkosyndikalism

Den anarkosyndikalistiska flaggan

Anarkosyndikalism (från syndicalisme, franska för "fackförening") är en gren av anarkismen som fokuserar på den fackliga kampen. Anarkosyndikalister ser fackföreningen som det mest effektiva verktyget för att genomföra revolutionär social förändring för att ersätta kapitalismens och statens strukturer med ett nytt demokratiskt samhälle. Anarkosyndikalister vill avskaffa lönearbetet, då det ses som löneslaveri, samt alla former av vad de anser är statligt eller privat ägande av produktionsmedlen då detta är oförenligt med ett klasslöst samhälle. Vissa, men inte alla anarkosyndikalister strävar efter att avskaffa pengainstitutionen i sig. Ralph Chaplin anser att:
| ”                      | Svenska, översättning: Generalstrejkens i särsklass viktigaste mål när det gäller löner, är att varje producent skall tillkomma den fulla produkten av hans arbete. Kravet på bättre löner blir revolutionärt först då det kopplas med kravet att arbetets exploatering skall upphöra. Engelska, original: the ultimate aim of the General Strike as regards wages is to give to each producer the full product of his labor. The demand for better wages becomes revolutionary only when it is coupled with the demand that the exploitation of labor must cease. | „ |
| – Ralph Chaplin (1933) | |   |

Anarkosyndikalismen är än idag en inflytelserik och aktiv anarkistisk inriktning , med många och förhållandevis aktiva organisationer som kallar sig anarkosyndikalister. Olika anarkosyndikalister skiljer sig åt i frågan om hur samhällets ekonomi ska struktureras men de flesta (som Buenaventura Durruti) menar dock att den kollektivistiska anarkismen är att föredra, medan andra ansluter sig till anarkokommunismen (såsom Lucy Parsons)

## Anarkosyndikalismen som ideologi
Anarkosyndikalismens grundläggande ideologi utgår från arbetarsolidaritet, direkt aktion och självförvaltning. Arbetarsolidaritet innebär att alla arbetare definieras efter dess plats i produktionsprocessen, oavsett vilket kön eller vilken etnisk grupp personen tillhör. Mot arbetstagarna ställer de företagsägarna (som går under namnet arbetsköpare vilket är synonymt med arbetsgivare). Dessa två positioner ses som en inneboende konflikt i det kapitalistiska samhället, en klasskonflikt (se klasskamp). Anarkosyndikalisternas inställning är att arbetstagarna alltid ska ställa upp för varandra (arbetarsolidaritet) mot arbetsgivarna i klasskonflikten. 
För att på kort och lång sikt vinna mot arbetsgivarna använder de sig av direkt aktion - det vill säga att man handlar själva och inte låter sig representeras av någon ytterligare. Denna metod, till skillnad från den representativa där man väljer sina företrädare, ses som en nödvändighet för att arbetstagarna ska kunna befria sig. 

Man anser att arbetstagarnas organisationer - de organisationer som kämpar mot lönesystemet (LO räknas inte hit eftersom de inte har en antikapitalistisk agenda) - och som i slutänden ska utgöra grunden för övertagandet av samhället, bör vara självfinansierande och inte acceptera bidrag från staten för att inte bli korrumperade. Anställda inom organisationen bör inte förekomma eller vara mycket få. I Spanien där det finns flera syndikalistiska organisationer har detta lett till stridigheter då de inte kan enas om hur självfinansierade man skall vara. Det spanska CNT hade till exempel bara 4 anställda under 1920- och 1930-talet trots att organisationen hade drygt två miljoner medlemmar.
Rudolf Rocker – en av de mer kända anarkosyndikalistiska teoretikerna – organiserade många judiska invandrade arbetare i East End i London och ledde även en strejk bland textilarbetare 1912. 1938 skrev han en pamflett som förklarade rörelsens ursprung, vad den ville och dess framtid.
I sin artikel Anarchism and AnarchoSyndicalism menar Rocker att den syndikalistiska fackföreningsrörelsen framförallt har två syften:
- Att föra fram och kämpa för krav som höjer arbetarnas livskvalitet
- Att utbilda arbetarna i produktionen och förbereda dem inför att ta samhället i sina egna händer, det vill säga ta makten över produktionsmedlen och forma samhället efter frihetligt socialistiska principer.

Med andra ord: att lägga grunden till det nya samhället. Fram till första världskriget och bolsjevikernas maktövertagande i Ryssland var anarkosyndikalistiska fackföreningar de dominerande aktörerna i den revolutionära vänstern.

## Historia
Hubert Lagardelle beskrev Pierre-Joseph Proudhons idéer som i grunden anarkosyndikalistiska, i och med hans avståndstagande från både kapitalsmen och staten, hans idé om de fria, självständiga ekonomiska grupperna och hans syn på kamp, som inte var pacifistisk. 
De tidigaste strukturerna och metoderna med anarkosyndikalistisk prägel står att finna i Första Internationalen, särskilt i Jurafederationen. Den första internationalen var dock uppdelad mellan två falanger när det gällde frågan om inställningen till staten. Falangerna bestod dels av de frihetliga eller anarkistiska företrädda av Mikhail Bakunin och den partivänliga falangen som leddes av Karl Marx. Anhängare till anarkisterna blev utslängda men skulle komma att fortsätta att påverka utvecklingen av arbetarrörelsen i Spanien, Frankrike, Italien, Belgien, Nederländerna, och Latinamerika, medan ortodoxa marxister skulle bilda olika former av socialdemokratiska och kommunistiska rörelser i hela Europa (ursprungligen grupperade runt andra internationalen), med viktiga fästen i Tyskland, Sverige och England. Vissa marxister, främst Anton Pannekoek, kom att formulera tankar som låg anmärkningsvärt nära anarkosyndikalismen i och med hans rådskommunistiska inställning.
1895 utvecklade Confédération Générale du Travail (CGT) i Frankrike en syndikalistisk metod som senare togs efter av många andra fackföreningar i världen. CGT organiserade så kallade Bourse de travail (arbetskraftsbyråer), en form av arbetsförmedling skapad av arbetarna själva för att på detta sätt uppmuntra till självutbildning och ömsesidig hjälp samt underlätta för kommunikationen mellan olika lokala syndikat (motsvarande klubbar inom de svenska LO-kollektiven). Genom generalstrejken skulle arbetare ta kontroll över industrin och tjänstesektorn för att själva förvalta samhället och fördela resurser efter socialistiska mönster. Amiensresolutionen antogs av CGT 1906 och är en idag en viktig text där utvecklingen av den revolutionära syndikalismen fastställs och där man avfärdar parlamentarismen till förmån för facklig revolutionär klasskamp. Sveriges Arbetares Centralorganisation (SAC) bildades 1910 och är ett exempel på en syndikalistisk fackförening som påverkats av CGT. Idag är SAC med cirka 7 500 medlemmar världens största syndikalistiska fackförening i proportion till befolkningen, med några fästen i den offentliga sektorn och kollektivtrafiken i Stockholm.
International Workers Association bildades 1922 och är en syndikalistisk motsvarighet till de olika kommunistiska internationalerna. Vid sin höjdpunkt fanns det fack kopplade till Internationella Workers Association som tillsammans representerade miljontals arbetstagare och konkurrerade med de socialdemokratiska fackföreningarna och partierna om arbetarklassen väg mot socialismen. Spanska Confederación Nacional del Trabajo har spelat och spelar till viss del fortfarande roll i den spanska arbetarrörelsen. Den var också en viktig kraft under spanska inbördeskriget, där den organiserade arbetstagare i milisen och underlättade kollektiviseringen av stora delar av industri-, logistik- och kommunikationsinfrastruktur, huvudsakligen i Katalonien. En annan spansk anarkosyndikalistisk fackförening, Confederacion General del Trabajo de España, är nu det tredje största facket i Spanien och det största anarkistiska med tiotusentals medlemmar.
Vid Industrial Workers of the Worlds (IWW) (även om de mer identifierade sig som marxister än som anarkosyndikalister) grundande kongress 1905, var flera inflytelserika medlemmar närvarande som hade starka anarkistiska eller anarkosyndikalistisk övertygelser såsom Thomas J. Haggerty, William Trautmann samt Lucy Parsons och vilka bidrog till unionens syndikalistiska drag. Lucy Parsons, i synnerhet, var en veteran inom anarkistisk facklig organisering i Chicago och deltog bland annat i kampen för 8-timmars arbetsdag och senare i en serie händelser som kom att kallas Haymarketmassakern 1886.

## Uppkomsten av revolutionär syndikalism
Även om begreppen anarkosyndikalism och revolutionär syndikalism ofta används omväxlande, användes den anarkosyndikalistiska etiketten allmänt inte förrän början av 1920-talet, då Sam Mainwaring myntade begreppet.
| ” | Svenska, översättning: Termen anarkosyndikalist kom i allmänt bruk först 1921-1922, när den användes som pejorativ i polemiken med kommunister mot dem som motsade sig ökad kontroll över syndikalismen från kommunistpartiernas sida. Engelska, original: The term ‘anarcho-syndicalist’ only came into wide use in 1921-1922 when it was applied polemically as a pejorative term by communists to any syndicalists…who opposed increased control of syndicalism by the communist parties. | „ |

Faktum är att International Workers Association:s ursprungliga mål och principer (som utarbetades i Berlin 1922) inte alls hänvisar till begreppet anarkosyndikalism, utan "revolutionary unionism" eller revolutionär syndikalism beroende på översättningen.
Användningen av termen "anarkosyndikalistisk" markerade en ökad klyfta mellan förespråkarna för ortodox, politisk marxism och revolutionära fackföreningsfolk som förespråkade oberoende från politiska partier till följd av händelserna kring den ryska revolutionen 1917.

## Anarkistisk kritik av syndikalism och anarkosyndikalism
Anarkosyndikalism ses av många anarkister som en anakronism eftersom många anhängare ofta inte ser nödvändigheten av mer renläriga anarkistiska grupper och förbund utan hävdar att fackföreningarna är tillräckliga. Många anarkister ser lite nedlåtande på anarkosyndikalismen som den "självhushållande kapitalismen".

Syndikalister menar att anarkistiska och fackliga rörelser kan smälta samman till en gemensam entitet, anarkister håller inte med om detta. Anarkosyndikalisten Eugene Varlin försvarade ideologin och hävdade att
| ” | "the enormous advantage of making people accustomed to group life and thus preparing them for a more extended social organisation. They accustom people not only to get along with one another and to understand one another, but also to organise themselves, to discuss, and to reason from a collective perspective." and that unions "form the natural elements of the social edifice of the future; it is they who can be easily transformed into producers associations; it is they who can make the social ingredients and the organisation of production work | „ |

Få anarkosyndikalister förnekar behovet av politiska organisationer och menar istället att fackverksamheten får många arbetare att bli aktiva:
| ” | Revolutionary Syndicalism basing itself on the class-war, aims at the union of all manual and intellectual workers in economic fighting organisations struggling for their emancipation from the yoke of wage slavery and from the oppression of the State. Its goal consists in the re-organisation of social life on the basis of free Communism, by means of the revolutionary action of the working-class itself. It considers that the economic organisations of the proletariat are alone capable of realising this aim, and, in consequence, its appeal is addressed to workers in their capacity of producers and creators of social riches, in opposition to the modern political labour parties which can never be considered at all from the points of view of economic re-organisation | „ |

Direkt aktion, som är en av de viktigare punkterna i den anarkosyndikalistiska ideologin, borde utökas, från att bara användas på det ekonomiska området, till att också omfatta det politiska, enligt flera kända syndikalistiska fackföreningar, bland annat den franska French Confederation Generale du Travail den spanska CNT / FAI (Confederation Nacional de Trabajo / Federacion Anarquista Iberica). För dem är de intressanta grupperna federationerna av alla arbetsplatser i alla industrier i ett visst geografiskt område. "Territorial basis of organisation linkage brought all the workers from one area together and fomented working-class solidarity over and before corporate solidarity."  Rudolf Rocker menar att,
| ” | based on the principles of Federalism, on free combination from below upwards, putting the right of self-determination of every member above everything else and recognising only the organic agreement of all on the basis of like interests and common convictions | „ |

Anarkosyndikalismen är alltså inte opolitisk utan anarkosyndikalisterna ser istället den politiska och den ekonomiska aktiviteten hos arbetarklassen som en och samma. Anarkosyndikalismen skiljer på reformistiska och revolutionära fackföreningars arbete eftersom de senare vill utplåna kapitalismen:
| ” | (Anarcho-syndicalism) has a double aim: with tireless persistence, it must pursue betterment of the working class's current conditions. But, without letting themselves become obsessed with this passing concern, the workers should take care to make possible and imminent the essential act of comprehensive emancipation: the expropriation of capital. | „ |

Medan kollektivistiska och kommunistiska anarkister kritiserar syndikalismen för att de anser att de utesluter människor utanför fackföreningarna menar anarkosyndikalisterna att de demokratiska råden vid revolutionen ska arbeta utanför arbetsplatsen och inom hela den samhälleliga gemenskapen för att främja allas medverkan i samhället, och att alla kommer att få arbeta för att bilda och upprätthålla de institutioner som behövs i samhället såsom skolor, bibliotek, bostäder, etcetera.

## Fackföreningar och grupper
- International Workers Association (IWA-AIT) USA
- Associação Internacional dos Trabalhadores - Secção Portuguesa (AIT-SP) Portugal
- Anarho-sindikalisticka inicijativa (ASI-MUR) Serbien
- Confederación Nacional del Trabajo (CNT-AIT) Spanien
- Confédération Nationale du Travail (CNT-AIT & CNT-F) Frankrike
- Direct! Schweiz
- Federace Sociálních Anarchistù (FSA-MAP) Tjeckien
- Federação Operária do Río Grande do Sul - Confederação Operária Brasileira (FORGS-COB-AIT) Brasilien
- Federación Obrera Regional Argentina (FORA-AIT) Argentina
- Freie Arbeiterinnen- und Arbeiter-Union (FAU) Tyskland
- Konfederatsiya Revolyutsionnikh Anarkho-Sindikalistov (KRAS-IWA) Ryssland
- Mreža anarho-sindikalista/kinja (MASA) Kroatien
- Norsk Syndikalistisk Forbund (NSF-IAA) Norge
- Priama Akcia (PA-IWA) Slovakien
- Solidarity Federation (SF-IWA) Storbritannien
- Unione Sindacale Italiana (USI) Italien
- Workers Solidarity Alliance USA
- FESAL (European Federation of Alternative Syndicalism)
- Confederación General del Trabajo de España (CGT) Spanien
- Ελευθεριακή Συνδικαλιστική Ένωση (ESE) Grekland
- Freie ArbeiterInnen Union Schweiz (FAUCH) Schweiz
- Industrial Workers of the World (inte renodlat syndikalistiska, se ovan) USA
- Siberian Confederation of Labour (SKT) Sibirien
- Syndikalistiska Ungdomsförbundet (SUF) Sverige
- Sveriges Arbetares Centralorganisation (SAC) Sverige
- Αντιεξουσιαστίκή Κίνηση (ΑΚ) Grekland
- Courant Syndicaliste Revolutionnaire (CSR) Frankrike
- Workers' Solidarity Federation (WSF) Sydafrika
- Awareness League (AL) Nigeria